# Racha-Lechúmia e Baixa Suanécia
Racha-Lechúmia e Baixa Suanécia ou Racha-Lecúmia e Baixa Suânia (em georgiano: რაჭა-ლეჩხუმი და ქვემო სვანეთი; romaniz.: Raç̇a-Leçxumi da Kvemo Svaneti) é uma região (mkhare) do noroeste da Geórgia que inclui as províncias históricas de Racha, Lechúmia e Baixa Suanécia. Cobre uma área de 4 954 km² e tem uma população de 32 089 habitantes (censo de 2014). Nominalmente abrange uma seção do noroeste da Ossétia do Sul, sobre a qual a Geórgia não tem jurisdição e controle. É a região mais esparsamente povoada do país. Sua capital é Ambrolauri. A região compreende quatro municipalidades, que são:
- Ambrolauri
- Lentequi
- Oni
- Tsageri